# Sigma (bedrijf)

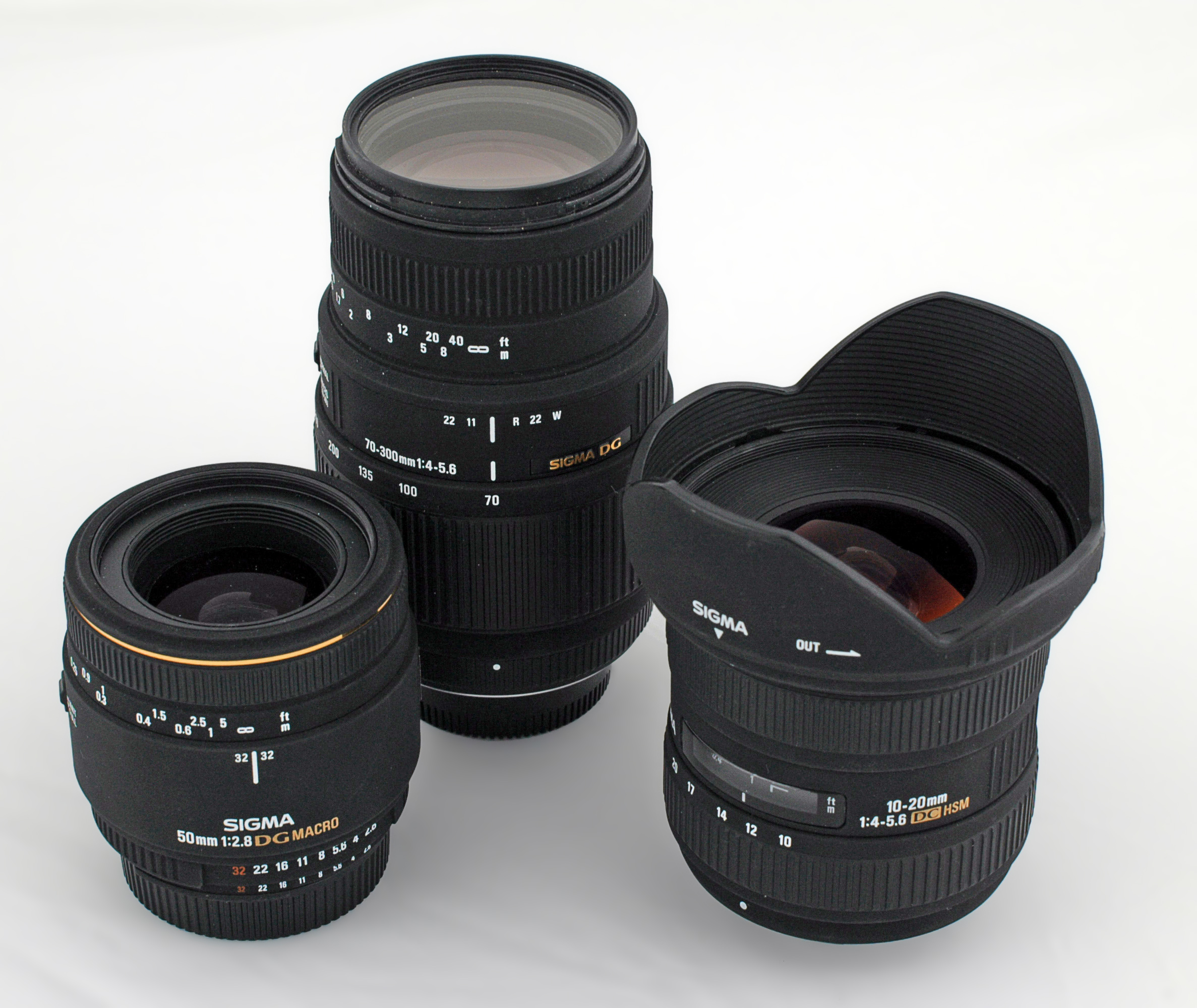
Sigma-objectieven van 50, 70-300 en 10-20 mm

Sigma (株式会社シグマ, Kabushiki-gaisha Shiguma) is een Japans fabrikant van camera's, objectieven, flitsers en andere fotografische apparatuur opgericht in 1961. Alle producten van Sigma worden geproduceerd door het bedrijf zelf, in zijn fabriek Aizu in Bandai, Fukushima, Japan.

## Objectieven
Het bedrijf staat bekend om zijn objectieven en accessoires die geschikt zijn voor camera's van andere producenten, zoals Canon, Sony, Nikon, Pentax, Konica Minolta en Olympus. De objectieven van Sigma zijn doorgaans goedkoper dan de vergelijkbare producten van de producenten van de camera's waarvoor de objectieven geschikt zijn.

## Camera's
De digitale spiegelreflexcamera's SD9, SD10, SD14, SD15 en SD1 Merril beschikken over de beeldsensor Foveon X3. Ook de compacte camera's, de DP1 en DP2, maken gebruik van de Foveon X3 en zijn naast camera's van Olympus, Panasonic, Sony en Samsung compacte camera's die over een grote beeldsensor beschikken. De DP1 werd gelanceerd in maart 2008 en won op 30 april 2008 een TIPA Award voor de meest prestigieuze camera.